# Wilfrid Laurier University
Die Wilfrid Laurier University (WLU) ist eine kanadische Universität in der Stadt Waterloo (Provinz Ontario).

## Lehrangebot
In verschiedenen Studiengängen sind ca. 19.000 Studierende eingeschrieben. Die Lehrangebote verteilen sich auf die
- Faculty of Arts
- Faculty of Science
- Faculty of Music
- School of Business & Economics

## Geschichte

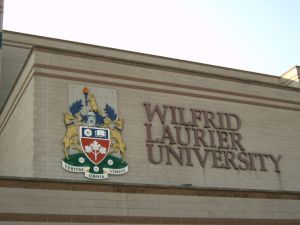
WLU-Wappen

Die heutige Hochschule wurde 1911 als evangelisch-lutherische Bildungseinrichtung, das Evangelical Lutheran Seminary, gegründet. Später wechselte der Name mehrmals. Im Jahre 1973 wurde sie von Waterloo Lutheran University in Wilfrid Laurier University umbenannt. Der Namenspate ist der ehemalige kanadische Premierminister Wilfrid Laurier.
Die Studentenzahlen steigen seit einigen Jahren stark an, so dass in Brantford mittlerweile ein zweiter Campus entstand.

## Hochschulsport
Die Hochschulteams treten als Laurier Golden Hawks in verschiedenen Ligen der OUA an. Lediglich das Damen-Eishockeyteam spielt in der RSEQ.
Im Jahr 2005 gewann das Herren-Footballteam der WLU zum zweiten Mal den Vanier Cup (kanadische Hochschulmeisterschaft der CIS). Weitere erfolgreiche Programme sind das Dameneishockey mit zahlreichen Provinzmeisterschaften, das Damencurlingteam und die beiden Fußballteams mit zahlreichen nationalen Titeln.